# Усанов, Борис Павлович
Борис Павлович Усанов (22 июля 1934 года, Ленинград — 19 ноября 2018 года, Санкт-Петербург) — советский хозяйственный, государственный и политический деятель.

## Биография
Родился 22 июля 1934 года в городе Ленинграде. Член КПСС.
Окончил Ленинградский инженерно-строительный институт. С 1957 года — на хозяйственной, общественной и политической работе.
В 1957—2010 гг. — архитектор и инженер-строитель на строительстве Норильского горно-обогатительного комбината, Киришского нефтеперерабатывающего завода, Саяно-Шушенской ГЭС, на комсомольской и партийной работе, первый секретарь горкома ВЛКСМ Ленинграда (ноябрь 1961 — сентябрь 1963), первый секретарь Киришского райкома КПСС  (Ленинградская область) 1965-1973, секретарь Ленинградского обкома КПСС, второй секретарь Ленинградского горкома КПСС 1973-1978, на советской и хозяйственной работе, 1978-1984 начальник Главного Архитектурно-Планировочного Управления (ГлавАПУ) исполкома Ленгорсовета, 1984—1995 начальник Управления «Ленморзащита», инициатор строительства комплекса защитных сооружений Ленинграда от наводнений. 1995-2003 Комитет экономического, промышленного развития и торговли Администрации Санкт-Петербурга - советник Председателя Комитета. 2003-2008 советник Губернатора Санкт-Петербурга Матвиенко В.И.
Кандидат технических наук, профессор Санкт-Петербургского государственного архитектурно-строительного университета, академик Санкт-Петербургской инженерной академии, МАНЭБ, Академии транспорта России. Член Союза Архитекторов России. Действительный член Санкт-Петербургского Союза научных и инженерных обществ. Член Ученого Совета по региональному природопользованию Санкт-Петербургского научного центра РАН. Академический советник Инженерной Академии Российской Федерации. Один из создателей и член Президиума межрегионального Союза транспортников и предпринимателей.
Избирался депутатом Верховного Совета РСФСР 9-го созыва,
депутатом нескольких созывов (1963-1998) областного, городского и районных советов народных депутатов Ленинграда и Ленинградской области.
Первыми вехами жизни Бориса Павловича, ставшими доминантами всей дальнейшей деятельности, стали серебряная медаль по окончании средней школы, диплом с отличием за учебу на архитектурном факультете Ленинградского инженерно-строительного института, Почетная грамота Минвуза СССР за студенческую работу и творческая поездка в Венгрию по итогам конкурса дипломных проектов выпускников художественных вязов.
Трудовой путь начался в ВНИИ ПИЭТ, работая в котором были первые самостоятельные проекты в Сосновом Бору и Китае. Затем 20 лет - на выборных должностях, связанных с деятельностью среди молодежи, городским строительным и энергопромышленным комплексом в городе Кириши - создание Киришского нефтеперерабатывающего завода (Кинеф).
Усанов Б.П.был председателем Государственной комиссии по приёмке в эксплуатацию после завершения реставрации Большого зала Екатерининского дворца в Царском Селе (город Пушкин), и будучи начальником ГлавАПУ Ленгорисполкома, разворачивал работы по воссозданию знаменитой Янтарной комнаты и реставрации Меньшиковского дворца в Ленинграде.
В 80-е и 90-е Борис Павлович принимал участие в создании  и организации успешной  работы  автоматизированного банка экологической информации водной системы Ленинграда; Шепелевского геодинамического полигона, работавшего по программе «ЮНЕСКО»; реализации, впервые в отечественной практике, единого Генерального плана развития города и области ( Ленинград и Ленинградская область. В эти годы состоялась получившая широкий общественный резонанс презентация на III-ем ежегодном заседании управляющих ЕБРР сразу двух проектов: «Кольцевая автомагистраль вокруг Санкт-Петербурга» совместно с итальянской фирмой «СПЕА» и «Интегральная система управления водными ресурсами Санкт-Петербургского региона» совместно с группой нидерландских институтов.
Далее было формирование  Северо-Западного информационно-аналитического центра транспортной логистики; рождение Международных ЕвроАзиатских конференций по транспорту, ЕвроАзиатского транспортного союза и ежегодного Петербургского Экологического Форума;
создание термина «Большой Порт Санкт-Петербурга» и внедрение концепции «Большой Порт Санкт-Петербурга» в транспортно-транзитную политику региона.

## Награды и премии
- звание «Заслуженный строитель РСФСР»
- орден Октябрьской революции
- орден Трудового Красного Знамени
- Почетный гражданин города Кириши (Ленинградская область)
- золотая медаль ВДНХ за реставрацию Меньшиковского дворца в Санкт-Петербурге
- серебряная медаль ВДНХ за разработку системы комплексного планирования развития городов